# 1935 a filmművészetben

## Események
- Judy Garland szerződést ír alá a Metro-Goldwyn-Mayerral (MGM).
- február 14. – Berlinben megalapítják a birodalmi filmarchívumot, mely a német és a nemzetközi produkciókat gyűjti össze.
- március 1. – Moszkvában befejeződik az első nemzetközi filmfesztivál. A legjobb szovjet filmnek a Csapajevet minősítik.
- május 27. – Joseph Schenck és Darryl F. Zanuck egyesíti az általuk 1933-ban megalapított 20th Centudy Picurest és Fox Corporationnel 20th Century Fox néven.
- június 3. – A mozik bemutatják Rouben Mamoulian Hiúság vására című színes filmjét. Ez az első háromcsíkos technikolor eljárással készült, egész estét betöltő film.
- június 13. – Olaszország bevezeti a hazai filmek állami támogatását. Az állam aprodukció költségvetésének 30%-át fedezi, a forgatókönyv engedélyeztetése esetén. A módszer emlékeztet a Bethlen István által bevezetett magyar szisztémára.
- június 1. – Az amerikai filmiparban szigorodik a cenzúra.
- augusztus 1. – Kormányrendelet alapján a magyar mozisoknak 10% magyar vagy magyarra szinkronizált filmet kell játszania. Ez fokozatosan 20%-ra növekszik.
- szeptember 9. – Párizsban kitüntetik a Lumière testvéreket.
- november – Olaszországban a hazai film fejlesztésére megalapítják a Centro Sperimentale di Cinematographia tanintézetet.
- december 13. – Moszkvában filmkongresszust tartanak.
- A magyar filmgyártás székhelye a Hunnia Filmgyár.
- Japán évi félezer filmjével megelőzi az USA-t.

## Sikerfilmek Észak Amerikában
1. Top Hat – rendezte Mark Sandrich
2. The Miracle Rider – rendezte B. Reeves Eason, Armand Schaefer
3. Tumbling Tumbleweeds – rendezte Joseph Kane
4. Westward Ho – rendezte Robert N. Bradbury

## Magyar filmek
- Barátságos arcot kérek – rendező Kardos László
- Budai cukrászda – rendező Gaál Béla
- A csúnya lány – rendező Gaál Béla
- Címzett ismeretlen – rendező Gaál Béla
- Elnökkisasszony – rendező Márton Endre
- Ez a villa eladó – rendező Cziffra Géza
- A királyné huszárja – rendező György István
- Köszönöm, hogy elgázolt – rendező Martonffy Emil
- A nagymama – rendező György István
- Nem élhetek muzsikaszó nélkül – rendező Deésy Alfréd
- Az okos mama – rendező Martonffy Emil
- Szent Péter esernyője – rendező Cziffra Géza
- Szerelmi álmok – rendező  Heinz Hille
- Édes mostoha – rendező Balogh Béla
- Az új földesúr – rendező Gaál Béla
- Az új rokon – rendező Gaál Béla

## Díjak, fesztiválok
Oscar-díj (február 27.)
- Film: Ez történt egy éjszaka
- Rendező: Frank Capra – Ez történt egy éjszaka
- Férfi főszereplő: Clark Gable – Ez történt egy éjszaka
- Női főszereplő: Claudette Colbert – Ez történt egy éjszaka

## Filmbemutatók
- The Adventures of Rex and Rinty – rendező Ford Beebe és B. Reeves Eason
- After Office Hours, főszereplő Clark Gable és Constance Bennett
- Ah, Wilderness! – rendező Clarence Brown
- Anna Karenina – rendező Clarence Brown
- Boys Will be Boys – rendező William Beaudine
- Bride of Frankenstein – rendező James Whale
- Broadway Melody of 1936 – rendező Roy Del Ruth
- Dante’s Inferno – rendező Harry Lachman
- 39 lépcsőfok, rendező Alfred Hitchcock, főszereplő Robert Donat
- Lázadás a Bountyn – rendező Frank Lloyd
- The Lives of a Bengal Lancer – rendező Henry Hathaway
- A Midsummer Night’s Dream – rendező William Dieterle és Max Reinhardt
- A Night at the Opera – rendező Sam Wood
- A gályarab – rendező Richard Boleslawski (A nyomorultak c. Victor Hugo-regény alapján)
- A Tale of Two Cities – rendező Jack Conway
- Triumph des Willens, nemzetiszocialista propagandafilm, rendező Leni Riefenstahl
- Hotel Mimóza (Pension Mimosas) – rendező Jacques Feyder; (nálunk 1941-ben mutatták be)
- A boldogság ára (Baccarat) – rendező Yves Mirande; (nálunk 1939-ben mutatták be)
- Péntek 13 (Brewster's Millions) – rendező Thornton Freeland; (nálunk 1939-ben mutatták be)
- Ifjúság (Les Beaux Jours) – rendező Marc Allégret; (nálunk 1940-ben mutatták be)

## Rövidfilmsorozatok
- Buster Keaton (1917–1941)
- Our Gang (1922–1944)
- Laurel and Hardy (1926–1940)
- The Three Stooges (1935–1959)

## Rajzfilmsorozatok
- Krazy Kat (1925–1940)
- Oswald the Lucky Rabbit (1927–1938)
- Mickey egér (1928–1953)
- Silly Symphonies (1929–1939)
- Screen Songs (1929–1938)
- Looney Tunes (1930–1969)
- Terrytoons (1930–1964)
- Merrie Melodies (1931–1969)
- Scrappy (1931–1941)
- Betty Boop (1932–1939)
- Popeye (1933–1957)
- ComiColor Cartoons (1933–1936)
- Happy Harmonies (1934–1938)
- Cartune Classics (1934–1935)
- Color Rhapsodies (1934–1949)
- Rainbow Parades (1935–1936)

## Születések
- január 1. – Brian G. Hutton, színész, rendező
- január 8. – Elvis Presley, énekes, színész († 1977)
- január 9. – Bob Denver († 2005)
- február 16. – Reisenbüchler Sándor, animációs rendező († 2004)
- április 19. – Dudley Moore, színész († 2002)
- április 23. – Franco Citti, színész
- május 11. – Doug McClure, színész († 1995)
- július 1. – David Prowse, angol színész († 2020)
- július 17. – Diahann Carroll, színésznő
- augusztus 5. – John Saxon
- október 1. – Julie Andrews, brit színésznő
- november 8. – Alain Delon, színész
- november 11. – Bibi Andersson, svéd színésznő († 2019)
- november 23. – Törőcsik Mari, színésznő
- december 1. – Woody Allen, színész, rendező
- december 14. – Lee Remick, színésznő († 1991)

## Halálozások
- május 4. – Junior Durkin, színész
- augusztus 15. – Will Rogers, humorista, színész